# Sølve Grotmol
Sølve Grotmol (Time, 29 oktober 1939 – Mallorca, 30 januari 2010) was een Noors televisiepresentator.
Grotmol groeide op in Bryne. In de jaren zestig werkte hij voor de Norsk Rikskringkasting, waar hij programma's presenteerde als Dagsnytt en Sportsrevyen. Hij was presentator op diverse sportkanalen en zijn specialiteit was kunstschaatsen. Opmerkelijk was dat hij het Nynorsk-Noors gebruikte.